# Пашвитинское староство
Пашвитинское староство (лит. Pašvitinio seniūnija) — одна из 8 административно-территориальных единиц Пакруойского района, Шяуляйского уезда Литвы. Административный центр — местечко Пашвитинис.

## География
Расположено в Мушо-Нямунельской низменности на севере Литвы, в западной части Пакруойского района.
Граничит с Жеймяльским староством на северо-востоке, Линкувским — на востоке, Пакруойским и Лигумайским — на юге, Крюкайским староством Йонишкского района — на севере, Кяпаляйским староством Йонишкского района — на западе, и Гатаучяйским староством Йонишкского района — на юго-западе.

## Население
Пашвитинское староство включает в себя местечко Пашвитинис и 49 деревень.